# Nitrianske Rudno
Nitrianske Rudno (bis 1924 slowakisch „Rudno“; ungarisch Divékrudnó – bis 1907 Nyitrarudnó – älter auch Rudnó) ist eine Gemeinde in der Slowakei.

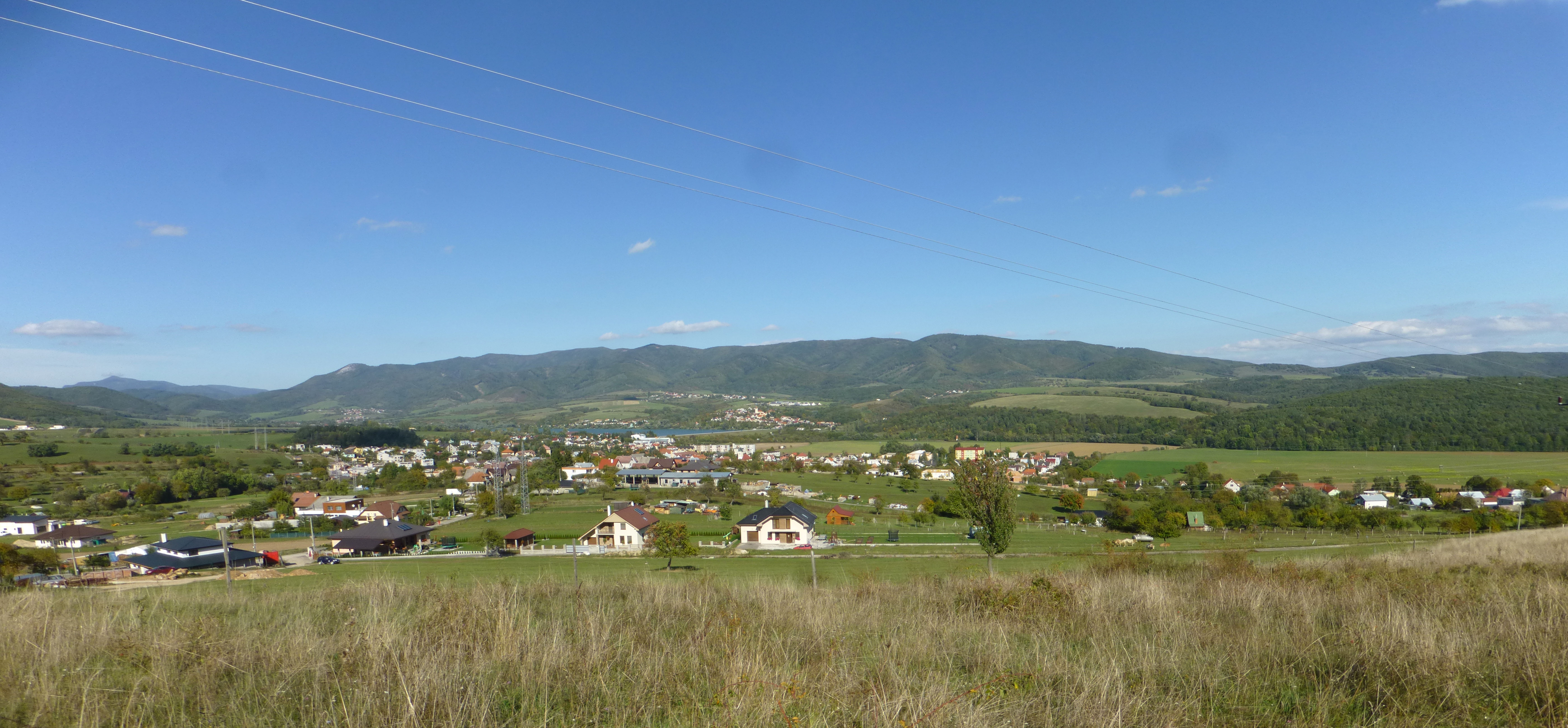
Blick auf den Ort

Der Ort wurde 1275 zum ersten Mal schriftlich als Ruda erwähnt.
Zur Gemeinde gehören neben dem Hauptort noch der Ort Priehrada sowie inoffiziell der Ort Kršťanova Ves (deutsch Krstandorf, älter auch Christinendorf), welcher 1924 eingemeindet wurde.

## Bevölkerung
| Jahr                | 1994 | 2004    | 2014    | 2024    |
| ------------------- | ---- | ------- | ------- | ------- |
| Anzahl der Personen | 1827 | 1960    | 1939    | 1911    |
| Unterschied         |      | +7,27 % | −1,07 % | −1,44 % |

| Jahr                | 2023 | 2024    |
| ------------------- | ---- | ------- |
| Anzahl der Personen | 1899 | 1911    |
| Unterschied         |      | +0,63 % |